# Skordisci
Skordisci (grčki: Σκορδίσκοι) su bili antičko ilirsko-keltsko pleme koje je naseljavalo područja nekadašnje rimske provincije Panonije, oko rijeka Dunava, Save i Drave. Svoj povijesni značaj doživjeli su početkom 3. stoljeća pr. Kr. Na svom vrhuncu, njihov utjecaj se protezao na područja na kojima se nalaze današnje države Austrija, Hrvatska, Mađarska, Srbija, Slovenija, Slovačka i Bosna i Hercegovina.

## Porijeklo
Etnička pripadnost plemena Skordisci je predmet rasprava; suvremeni povjesničar J. J. Wilkes smatra da je njihovo porijeklo keltsko, pozivajući se, između ostalog, na antičkog povjesničara Strabona, Christopher Webber ih svrstava u Tračane, neki drugi u Ilire itd. Andras Mocsy objašnjava njihovo porijeklo sugerirajući da se ne radi o keltskom plemenu per se već o "keltskoj političkoj kreaciji".
Scordisci su se formirali nakon 278. godine pr. Kr., od onih koji su preživjeli keltsku invaziju na Grčku i naselili se na gore navedena područja (što ih čini mlađim od ilirskih plemena s kojima stupili u interakciju). Tamo su se nametnuli kao malobrojna i snažna vladajuća klasa, ali su se razmjerno brzo stopili u brojnije populacije lokalnog stanovništva. Iako se njihov keltski naziv plemena održao, "ilirizirana" verzija Scordistae se često koristila nakon 2. stoljeća pr Kr. Andras Mocsy navodi da su osobna imena Skordisca na području južne Panonije, odnosno sjeverne Dalmacije poprimila ilirska obilježja, a istočno od Morave tračanska.
Pronađeno je dosta predmeta koji potiču iz kulture La Tene i to na području Panonije i sjeverne Mezije što upućuje na tamošnju koncentraciju keltskih naselja, međutim, južno od rijeke Save takvi su predmeti rijetki, pa Andras Mocsy smatra da su Skordisci tamo imali samo povremenu kontrolu.

## Povijest
Usprkos protjerivanju iz Grčke keltski utjecaj na Balkanu nije time prestao. Nakon formiranja oko 278. godine pr. Kr. o Skordiscima se određeno vrijeme malo čulo. Na vrhuncu moći Makedonaca, Skordisci su svoju pažnju koncentrirali na Panoniju konsolidirajući svoju kontrolu na tom području. Od nekoliko panonskih plemena su uzimali "danak", a u centralnom dijelu Balkana smatrani su za najjače pleme. Podigli su svoje utvrde u Singidunumu i Taurunumu te tako osnovali današnji Beograd. Prva rimska opsada oko današnjeg Siska spriječila je keltsku kontrolu u Dalmaciji i jugozapadnoj Panoniji.
Imajući prethodno na umu kao i poremećaje koji su uslijedili nakon smrti Aleksandra Velikog, Skordisci su krenuli na jug. Potčinili su nekoliko plemena u Moeziji, uključujući i Dardance, nekoliko zapadnih tračanskih plemena i Peone. Od 141. goidne pr. Kr. Skordisci neprestano sudjeluju u borbama protiv Makedonije koju je držao Rim. Koskonije ih je porazio 135. godine pr. Kr. u Trakiji. Zahvaljujući pronađenom "spomen-obilježju" kod Soluna, utvrđeno je da je Sextus Pompeius ubijen u borbi protiv Skordisca kod mjesta Stobi (današnje Gradsko u Makedoniji). 114. godine pr. Kr. Skordisci su na zapadnim planinama današnje Srbije zaskočili i uništili vojsku koju je predvodio Gaius Porcius Kato. Dok ih je Minucius Rufus pobijedio 107. godine pr. Kr. No, Skordisci i dalje nisu odustajali od Panonije jer se spominju kao sudionici u sukobu tijekom druge opsade Siska 119. godine pr. Kr.
Povremeno stvaraju probleme rimskim guvernerima u provinciji Makedoniji gdje udruženi s Medima i Dardancima vrše upade. Čak su uspjeli doći do Delfija u Grčkoj i poharati tamošnji hram. Lucius Cornelius Scipio Asiaticus ih je konačno nadjačao 88. godine pr. Kr. otjerao preko Dunava. Od tada snaga Skordiscija naglo opada. Ipak, to je više rezultat stanja u barbarikumu nego posljedica rimskih vojnih kampanja. Posebno su Panonci ojačali kao rimski vazali i dobili političku nezavisnost. Između 56. i 50. godine pr. Kr. Dačani nanose poraz Skordiscima i oni bivaju potčinjeni njihovom kralju Burebisti (vladao od 82. do 44. godine pr. Kr.).
Konačno, 15. godine pr. Kr. Tiberije ih je potčinio Rimu nakon čega su Skordisci najčešće djelovali kao plaćenici. Kasnije, za vrijeme vladavine Trajana, mogli su postati i građanima Rima, skupa s Andizetima i Breucima, kako navodi J. J. Wilkes.